# 요시오카 고헤이
요시오카 고헤이(일본어: 吉岡 航平, 1985년 4월 22일 ~ )는 일본의 전 축구 선수이다.

## 구단 경력
과거 SC 사가미하라, 그루자 모리오카, 후지에다 MYFC에서 활동하였다.